# Секст Атилий Серан
Секст Атилий Серан (на латински: Sextus Atilius Serranus) e политик на Римската република през 2 век пр.н.е. Произлиза от плебейската фамилия Атилии.
През 136 пр.н.е. е избран за консул заедно с Луций Фурий Фил. В края на 136 пр.н.е. избухва първото сицилианско робско въстание против Рим. Около 200 000 роби с вожд робът сириец Евн (Eunus) се бунтуват на Сицилия. Около 20 000 роби накрая са разпънати на кръст през 132 пр.н.е.